# إلوا اماغات
إلوا اماغات (بالإسبانية: Eloi Amagat) (21 مايو 1985 بغيرونا في إسبانيا - ) هو لاعب كرة قدم إسباني في مركز الوسط. لعب مع نادي جيرونا ونادي ياغوستيرا وFC Palafrugell ‏ وLorca Deportiva CF ‏ وCF Gavà ‏.

## وصلات خارجية
- إلوا اماغات على موقع الدوري الأمريكي (الإنجليزية)
- إلوا اماغات على موقع قاعدة بيانات كرة القدم.إي يو (الإنجليزية)
- إلوا اماغات على موقع Soccerbase.com (لاعب) (الإنجليزية)
- إلوا اماغات على موقع Soccerway.com (الإنجليزية)
- إلوا اماغات على موقع AS.com (الإسبانية)